# 髙塚信幸
髙塚 信幸（たかつか のぶゆき、1979年8月2日 - ）は、和歌山県和歌山市出身の元プロ野球選手（内野手）。

## 来歴・人物
小学校1年生の頃から野球を始め、当初は捕手だった。中学時代は和歌山シニアに所属し、その頃より投手に転向する。
智辯和歌山高では2年からエースとして活躍。1996年春の第68回選抜では合計5試合に登板し、140km/hを超えるストレートと、カーブのみでチームを準優勝に導く。しかし、そのうち2回戦からの4試合は4日4連投（特に3試合目の準々決勝は延長13回完封）という過酷なものだった。決勝戦で打ち込まれ、準優勝に終わった。その直後に開催された第2回AAAアジア野球選手権大会では中国戦に完投、台湾戦にも登板した結果右肩を痛め、同年夏の第78回全国選手権に出場したものの登板はなかった。この大会後「本格的に」肩を故障。
翌1997年夏の第79回全国選手権では、チームは優勝したものの、高塚自身はかつての球威をとり戻せず、初戦の2回戦の先発でKOされて以後は、代打での出場が主だった。高校通算6本塁打。
高校卒業後、社会人野球に進む予定であったが、母校の野球部の練習にバッティングピッチャーとして登板したところをスカウトに見込まれ、1997年度ドラフト会議にて近鉄バファローズから7位指名を受けた。右肩痛を抱えたままの入団であったという。
1年目の1998年シーズンはリハビリに明け暮れたが、故障が癒えた2年目の1999年シーズンからはファームのローテーションピッチャーとして5勝を記録。しかし、2000年シーズンに未勝利に終わると登録を内野手へ変更し、ポジションを内野手兼捕手へ転向。2003年シーズンオフに戦力外通告を受け、トライアウトを受けず、現役を引退。
引退後は京都での修業を経て、2005年から妻の実家である兵庫県洲本市の寿司屋で寿司職人として勤務している。
2019年4月、日本野球連盟（JABA）に新規加盟した社会人クラブチーム「徳島アストロズ」のGMに就任した。

## 詳細情報

### 年度別投手成績
- 一軍公式戦出場なし

### 背番号
- 66 （1998年 - 2003年）